# ピルコマヨ (砲艦)

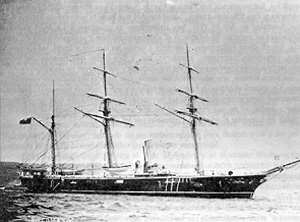
「ピルコマヨ」

ピルコマヨ (Pilcomayo) はペルー海軍の砲艦。艦名は進水時に誤ってペルーを流れない川の名前が付けられたもので、本来はペルーの川の名前にちなむ「Putumayo」の予定であった。
イギリスのMoney Wigram and Sons社で建造。1875年就役。1865年にカヤオに到着とも。
常備排水量600トン、垂線間長55.4m、最大幅7.5m、速力10ノット（10から11ノットや11ノットとも）。兵装は16口径63mm前装施条砲2門、16口径120mm前装施条砲4門、または70ポンド砲2門、40ポンド砲4門、12ポンド砲4門。
1877年5月6日に装甲艦「ワスカル」がNicolás de Piérolaの支持者に乗っ取られると、同艦の奪還部隊が装甲艦「インデペンデンシア」艦長Mooreを指揮官として編成される。「インデペンデンシア」はコルベット「Union」、モニター「アタワルパ」とともにイキケ向かい、5月22日に到着。それに「ピルコマヨ」も加わった。5月28日、パシフィック汽船会社の船「John Elder」から「ワスカル」の目撃情報を得てMooreは「インデペンデンシア」と「Union」率いてPisaguaへ向かい、「ピルコマヨ」は別の船からの情報入手に向かわされた。同日、Punta Pichalo沖で「インデペンデンシア」は「ワスカル」を発見し、「Union」と「ピルコマヨ」も加わってに交戦したが、暗くなると戦闘は終わり、「ワスカル」は逃走した。この戦闘で「ピルコマヨ」に被害はなかった。
1879年、太平洋戦争が勃発する。4月12日、チリ輸送船「Copiapó」が北へ向かうとの情報により出撃していた「ピルコマヨ」とコルベット「Unión」はチリ砲艦「マガジャネス」と遭遇し追撃したが、速度の速い「Unión」が被弾ないしボイラーに問題を起こしたことで戦闘は終了した。
7月6日、輸送船「Oroya」護衛後の「ピルコマヨ」はTocopillaでチリのバーク「Matilde de Ramos」を沈めるなどした。その後、チリ装甲艦「ブランコ・エンカラダ」、コルベット「チャカブコ」が現れ追跡されるも逃げきった。7月16日には「アルミランテ・コクレーン」と遭遇するが、この時も捕まらなかった。
1879年11月18日、アリカへの増援部隊や補給品輸送を終えた後の「ピルコマヨ」、「Unión」、「Chalaco」はMollendo付近でチリ装甲艦「ブランコ・エンカラダ」と遭遇した。チリ側は「Unión」は優速であり、また「Chalaco」は価値が低いとして「ピルコマヨ」を目標に選択したため「Unión」、「Chalaco」は逃れ、「ブランコ・エンカラダ」が「Unión」を追う形となる。両者の距離が約5kmとなったところで「ピルコマヨ」は砲撃を開始し、2発の命中弾を与えたが装甲にはじかれた。「ブランコ・エンカラダ」は距離4.2kmで発砲。1発が「ピルコマヨ」のマストに命中、別の1発が近くの海面に着弾して爆発した。それにより、逃走を続けて無用の被害を出さないようにするため、海水コックを開く、火を放つ、ポンプを破壊するなどといった鹵獲防止措置をとったうえで「ピルコマヨ」乗員は救命艇に移った。「ピルコマヨ」の軍艦旗は降ろされなかったため「ブランコ・エンカラダ」はしばらく砲撃を継続。それから、救命艇に降伏の印を見つけると「ピルコマヨ」に乗り込み、消火をし、「ブランコ・エンカラダ」のポンプを使って沈没を防いで「ピルコマヨ」をPisaguaへ曳航していった。その後、「ピルコマヨ」はチリ海軍に加わることとなる。
1880年5月10日、「ブランコ・エンカラダ」などとともにカヤオ砲撃に参加。5月29日から30日の夜、沈没していた水雷艇「Janequeo」の爆破作業が行われたが、それに対してペルーのランチ3隻が出てきたため、「ピルコマヨ」は支援に向かい、埠頭などに対する攻撃を開始。その後他艦も攻撃に加わった。9月22日、「ピルコマヨ」はChancayを砲撃した。12月11日にペルーのモニター「アタワルパ」がカヤオから出てきた際には、「ワスカル」などと共に戦闘に加わった。
1881年1月、チリ軍はリマに迫る。1月13日にペルーの第1防衛線に対する攻撃が開始され、「ピルコマヨ」は「ブランコ・エンカラダ」などと共に攻撃を支援。15日に開始された第2防衛線に対する攻撃でも支援を行った。1月16日、リマは降伏した。
1891年1月の内戦発生時は「ピルコマヨ」はマゼラン海峡にあった。イギリスからチリへ向かっていた水雷砲艦2隻の内、先行していた「アルミランテ・リンチ」がプンタ・アレーナスに到着し、そこで「ピルコマヨ」と会うと、両艦の艦長は議会派を支持することで合意した。しかし「アルミランテ・リンチ」の次席士官によって両者は陸にあげられてしまい、その後ブエノスアイレスをへてモンテビデオへ向かった「ピルコマヨ」は、そこで内戦中係船された。内戦時、「ピルコマヨ」はブエノスアイレスにあったとも。
1909年に退役し、その後タルカワノでハルクにされた。